# Bill Turner (baloncestista)
William R. "Bill" Turner (Akron, Ohio, 18 de febrero de 1944) es un exjugador de baloncesto estadounidense que disputó seis temporadas en la NBA. Con 2,01 metros de estatura, jugaba en la posición de alero.

## Trayectoria deportiva

### Universidad
Jugó durante tres temporadas con los Zips de la Universidad de  Akron, en las que promedió 15,4 puntos y 11,0 rebotes por partido. En 1967 fue incluido en el mejor quinteto All-American de la División II de la NCAA.

### Profesional
Fue elegido en la vigésimo séptima posición del Draft de la NBA de 1967 por San Francisco Warriors, y también por los Denver Rockets en el draft de la ABA, fichando por los primeros. Allí jugó dos temporadas, siendo la más destacada la segunda, en la que promedió 7,8 puntos y 4,8 rebotes por partido.
Con la temporada 1969-70 ya comenzada, fue traspasado junto a Jim King a los Cincinnati Royals a cambio de Jerry Lucas, donde jugó una temporada, en la que promedió 7,2 puntos y 4,2 rebotes por partido. Regresó al año siguiente a los Warriors, donde jugó dos temporadas, la segunda de ellas ya con la nueva denominación de Golden State Warriors, para fichar en 1972 por los Portland Trail Blazers, pero solo llega a jugar dos partidos antes de ser despedido, fichando entonces por Los Angeles Lakers, con los que en su última temporada como profesional llegaría a disputar por primera vez unas Finales, en las que cayeron ante New York Knicks. Turner promedió esa última temporada 2,0 puntos y 1,3 rebotes por partido.

## Estadísticas de su carrera en la NBA

### Temporada regular
| Temporada | Edad | Equipo                 | Liga | P   | TIT | MIN  | TC  | TCA | %TC  | 3P | 3PA | %3P | TL  | TLA | %TL  | R.OF. | R.DEF. | REB | ASIS | ROB | TAP | PER | FP  | PTS |
| 1967-68   | 23   | San Francisco Warriors | NBA  | 42  |     | 11.5 | 1.6 | 3.7 | .433 |    |     |     | 0.9 | 1.4 | .600 |       |        | 3.7 | 0.4  |     |     |     | 1.8 | 4.1 |
| 1968-69   | 24   | San Francisco Warriors | NBA  | 79  |     | 18.8 | 2.8 | 6.8 | .415 |    |     |     | 2.2 | 2.9 | .761 |       |        | 4.8 | 0.8  |     |     |     | 2.9 | 7.8 |
| 1969-70   | 25   | TOTAL                  | NBA  | 72  |     | 16.3 | 2.7 | 6.5 | .421 |    |     |     | 1.7 | 2.3 | .737 |       |        | 4.2 | 0.6  |     |     |     | 2.7 | 7.2 |
| 1969-70   | 25   | San Francisco Warriors | NBA  | 3   |     | 25.0 | 3.0 | 5.7 | .529 |    |     |     | 1.7 | 3.3 | .500 |       |        | 4.7 | 0.3  |     |     |     | 2.0 | 7.7 |
| 1969-70   | 25   | Cincinnati Royals      | NBA  | 69  |     | 15.9 | 2.7 | 6.5 | .417 |    |     |     | 1.7 | 2.3 | .752 |       |        | 4.2 | 0.6  |     |     |     | 2.7 | 7.2 |
| 1970-71   | 26   | San Francisco Warriors | NBA  | 18  |     | 11.1 | 1.4 | 4.6 | .317 |    |     |     | 0.7 | 1.1 | .650 |       |        | 2.3 | 0.4  |     |     |     | 1.3 | 3.6 |
| 1971-72   | 27   | Golden State Warriors  | NBA  | 62  |     | 9.6  | 1.1 | 2.9 | .392 |    |     |     | 0.6 | 0.9 | .755 |       |        | 2.1 | 0.4  |     |     |     | 1.1 | 2.9 |
| 1972-73   | 28   | TOTAL                  | NBA  | 21  |     | 6.0  | 0.9 | 2.8 | .328 |    |     |     | 0.2 | 0.3 | .571 |       |        | 1.3 | 0.5  |     |     |     | 0.8 | 2.0 |
| 1972-73   | 28   | Portland Trail Blazers | NBA  | 2   |     | 4.0  | 1.0 | 3.0 | .333 |    |     |     | 0.0 | 0.0 |      |       |        | 1.0 | 0.0  |     |     |     | 1.5 | 2.0 |
| 1972-73   | 28   | Los Angeles Lakers     | NBA  | 19  |     | 6.2  | 0.9 | 2.7 | .327 |    |     |     | 0.2 | 0.4 | .571 |       |        | 1.3 | 0.6  |     |     |     | 0.7 | 2.0 |
| Total     |      |                        | NBA  | 294 |     | 13.8 | 2.1 | 5.0 | .407 |    |     |     | 1.3 | 1.8 | .728 |       |        | 3.5 | 0.6  |     |     |     | 2.1 | 5.4 |

### Playoffs
| Temp.   | Edad | Equipo                 | Liga | P  | MIN | TCA | TC | 3PA | 3P | TLA | TL | R.OF. | REB | ASIS | ROB | TAP | PER | FP | PTS | %TC   | %3P | %FT   | MIN  | PTS | REB | AST |
| 1967-68 | 23   | San Francisco Warriors | NBA  | 9  | 148 | 19  | 40 |     |    | 9   | 12 |       | 29  | 10   |     |     |     | 30 | 47  | .475  |     | .750  | 16.4 | 5.2 | 3.2 | 1.1 |
| 1968-69 | 24   | San Francisco Warriors | NBA  | 6  | 96  | 13  | 35 |     |    | 7   | 11 |       | 25  | 7    |     |     |     | 14 | 33  | .371  |     | .636  | 16.0 | 5.5 | 4.2 | 1.2 |
| 1970-71 | 26   | San Francisco Warriors | NBA  | 2  | 18  | 1   | 5  |     |    | 4   | 6  |       | 3   | 1    |     |     |     | 2  | 6   | .200  |     | .667  | 9.0  | 3.0 | 1.5 | 0.5 |
| 1971-72 | 27   | Golden State Warriors  | NBA  | 3  | 9   | 2   | 2  |     |    | 0   | 0  |       | 3   | 0    |     |     |     | 0  | 4   | 1.000 |     |       | 3.0  | 1.3 | 1.0 | 0.0 |
| 1972-73 | 28   | Los Angeles Lakers     | NBA  | 2  | 13  | 2   | 5  |     |    | 2   | 2  |       | 2   | 0    |     |     |     | 1  | 6   | .400  |     | 1.000 | 6.5  | 3.0 | 1.0 | 0.0 |
| Total   |      |                        | NBA  | 22 | 284 | 37  | 87 |     |    | 22  | 31 |       | 62  | 18   |     |     |     | 47 | 96  | .425  |     | .710  | 12.9 | 4.4 | 2.8 | 0.8 |